# اقتصاد الشرق مع بلومبرغ
اقتصاد الشرق مع بلومبِرغ هي أحد الخدمات الإخبارية الناطقة بالعربية والمتخصصة بتوفير الأخبار والقصص الاقتصادية من حول العالم، والتي تتبع الشرق للأخبار التي انطلقت في 11 نوفمبر 2020 لتقديم تغطيات إخبارية من حول العالم باللغة العربية.
وتُعد اقتصاد الشرق مع بلومبِرغ أحد الخدمات الرئيسية للشرق للأخبار، وتستفيد من اتفاقية حصرية بين “المجموعة السعودية للأبحاث والإعلام" التي تتبع لها الشرق للأخبار، و"بلومبِرغ الإعلامية" التي تختص في تقديم الأخبار المالية والاقتصادية التي ينقلها عدد من الصحفيين والمحللين الاقتصاديين من حول العالم، وبموجب هذه الاتفاقية فإن اقتصاد الشرق مع بلومبِرغ تعتمد على "بلومبرغ " كمصدر أساسي لأخبارها حيث إنها تقوم بتحرير وترجمة ما تقدمه "بلومبِرغ" إلى العربية ونشره على منصاتها المختلفة.
وتوفر خدمة اقتصاد الشرق مع بلومبِرغ التغطيات الإخبارية الاقتصادية للعالم العربي عبر عدد من البرامج الاقتصادية الخاصة التي تبث على التلفاز كما تنقل الأخبار المختلفة عبر منصتها الإلكترونية المعنية بنشر المستجدات والتقارير الاقتصادية الخاصة بالشركات والأسواق المتواجدة في المنطقة العربية والعالم.

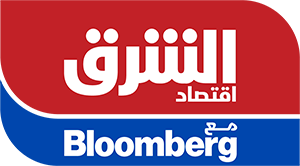
"اقتصاد الشرق مع Bloomberg" هو الخدمة المتخصصة في الاقتصاد ضمن "الشرق" ويوفر المحتوى الإخباري باللغة العربية عبر منصات متعددة.

وإلى جانب البرامج المتلفزة والأخبار المنشورة عبر منصاتها الإلكترونية فقد طرحت اقتصاد الشرق مع بلومبِرغ المنتج الرقمي «الشرق بلومبرغ بزنس ويك» بعد ما يقارب الستة أشهر من انطلاق الشرق للأخبار، والذي يتيح للناطقين بالعربية من حول العالم الاطلاع على عدد من المقالات التي تنشرها النسخة الدولية من مجلة «بلومبرغ بزنس ويك»، حيث تعمل اقتصاد الشرق على ترجمة المحتوى الاقتصادي الذي توفره المجلة ليصبح هذا المحتوى متاحاً للمتحدثين بالعربية المهتمين بقطاع الأعمال.
كما تضم قائمة خدمات اقتصاد الشرق مع بلومبرغ الخدمة الإخبارية «اقتصاد الشرق بالأخضر» والتي تعمل على ترجمة محتوى «بلومبرغ غرين» والذي يدور بشكل أساسي حول الأعمال والتكنولوجيا والثقافة المرتبطة بالمناخ لتقدمه باللغة العربية. وبالاعتماد على بلومبِرغ كمصدر أساسي فإن «اقتصاد الشرق بالأخضر» توفر الأخبار والتقارير والتحليلات حول تغيّر المناخ وتأثيراته العامة على المجتمعات واقتصاداتها بالإضافة لتغطيات إخبارية حول البيئة والاستدامة، وتنشرها عبر الموقع الإلكتروني ومنصات التواصل الخاصة باقتصاد الشرق مع بلومبِرغ.

## فريق عمل اقتصاد الشرق مع بلومبِرغ
يتكون فريق عمل الخدمة الاقتصادية التابعة للشرق للأخبار من عدد من المذيعين والإعلاميين، ومنهم:
- صبا عودة مقدمة البرنامج الصباحي الصباح مع صبا.
- زينة صوفان مقدمة برنامج جلسة المساء.
- مايا حجيج مقدمة برنامج شرق وغرب.
- نور عماشة مقدمة برنامج مؤشرات الشرق[7]

## برامج اقتصاد الشرق مع بلومبِرغ
تبث الشرق للأخبار عدد من برامج اقتصاد الشرق مع بلومبرغ اليومية ومنها:
برنامج «الصباح مع صبا» وهو برنامج صباحي اقتصادي يبث في منطقة الشرق الأوسط يهدف محتواه للتحضير لفترة ما قبل افتتاح أسواق الأسهم ويستهدف فئة قادة الأعمال. ويتطرق البرنامج أيضاً للأخبار والبيانات المتعلقة باقتصادات الدول الآسيوية والأميركية وأخبار شركاتها وأسواقها المالية والتوقعات بشأن تأثيراتها على المنطقة. ويتناول البرنامج فقرات أخرى وهي «تحديثات السياحة والسفر والطقس» وفقرة «عالرادار» التي تبحث الأحداث المتوقعة خلال اليوم أو الأسبوع.
الجلسة الأولى وهي نشرة تتناول أبرز الأخبار الاقتصادية لمنطقة الخليج وأداء أسواقها المالية تقدمها نور عماشة.
مؤشرات الشرق وهي نشرة اقتصادية تقدم نظرة سريعة على إغلاقات بعض الأسواق الخليجية وتتوسع أكثر في الأسواق الأوروبية.
برنامج شرق وغرب والذي يركز على أخبار الأسواق العربية المختلفة، ثم ينتقل ليقدم نظرة سريعة على إغلاق السوق المصرية بالإضافة إلى الأخبار الاقتصادية الأوروبية والتحضير لافتتاح السوق الأميركية.
برنامج جلسة المساء والذي يلخص أحداث اليوم الاقتصادية ويتطرق لفرص الاستثمار وتحدياته، مع التركيز على نجاحات رواد الأعمال الشباب والشركات الناشئة مع زينة صوفان.

## منصتا «اقتصاد الشرق- رياضة» و «اقتصاد الشرق- كريبتو»
أطلقت الشرق للأخبار في مارس 2022 منصتان جديدتان وهما «اقتصاد الشرق- رياضة» و «اقتصاد الشرق- كريبتو».
تغطى منصة «اقتصاد الشرق- رياضة» أبرز الأعمال الرياضية في الشرق الأوسط وشمال إفريقيا والدول الكبرى، وتوفر رؤى حول رياضات المتابعين المفضلة وكيفية إنفاق الأموال في المجال الرياضي من منظور اقتصادي. بينما تغطى منصة «اقتصاد الشرق- كريبتو» العملات المشفرة وتقنية البلوكتشين، والرموز غير القابلة للاستبدال، وكذلك التقلبات في قيمة العملات المشفرة ومستقبلها واتجاه البنوك المركزية حول العالم للتعامل معها.